# Józef Śleboda
Józef Śleboda, imię zakonne Ryszard (ur. 13 lutego 1938 w Poznaniu, zm. 16 grudnia 2003 w Krakowie) – polski działacz opozycyjny NSZZ Solidarność, organizator Mszy za Ojczyznę w stanie wojennym.

## Życiorys
W sierpniu 1958 wstąpił do zakonu Kapucynów. W 1965 złożył śluby zakonne, w 1967 przyjął święcenia kapłańskie. Został aktywistą opozycyjnym od drugiej połowy lat siedemdziesiątych, (m.in. współpracował z Wolnymi Związkami Zawodowymi w Bytomiu i Gdańsku). Wspierał Solidarność.
15 grudnia 1981 został internowany w Bytomiu, a następnie przez tydzień był więziony w Strzelcach. 22 grudnia 1981 zwolniony mimo odmowy podpisania tzw. lojalki. W styczniu 1982 przeniesiony do Gdańska, a następnie do Krosna latem 1982, gdzie wystąpił z wnioskiem o założenie Radia Krosno, na co zwracał uwagę w publicznym oświadczeniu Rzecznik Rządu Stanu Wojennego Jerzy Urban. Współpracownik i kolporter podziemnego pisma „Solidarność Podkarpacka”. W 1985 został przeniesiony do Nowej Soli, a ster duchowego przywództwa opozycyjnego w Krośnie przejął o. gwardian Bogusław Piechuta. Od września 1988 duszpasterz Świata Pracy w Gorzowie Wielkopolskim.
Odznaczony Medalem Solidarności (1997), Orderem Męczeństwa i Zwycięstwa (1998), Krzyżem Więźnia Politycznego (1998), Krzyżem Walki o Niepodległość (1999), Krzyżem Semper Fidelis.